# 퍼시픽 그랑프리

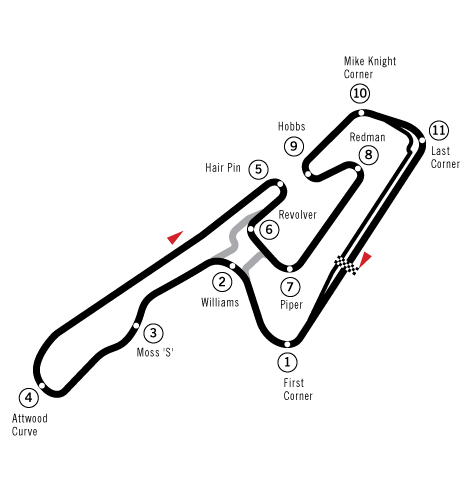

퍼시픽 그랑프리(영어: Pacific Grand Prix, 일본어: パシフィックグランプリ)는 1994년과 1995년에 개최된 F1 경주이다. 1990년대 중반 포뮬러 원 월드 챔피언십 2회, 1960년대 비챔피언십 대회였다. 비챔피언십 이벤트는 1960년부터 1963년까지 라구나 세카에서 열렸다. 두 번의 챔피언십 레이스는 시골에 있는 저속의 구불구불한 3.7킬로미터(2.3마일) 트랙인 다나카 국제 아이다 서킷(현 오카야마 국제 서킷)에서 열렸다.